# Ophiorrhiza djamuensis
Ophiorrhiza djamuensis är en måreväxtart som beskrevs av Theodoric Valeton. Ophiorrhiza djamuensis ingår i släktet Ophiorrhiza och familjen måreväxter. Inga underarter finns listade i Catalogue of Life.